# Poecilocloeus purus
Poecilocloeus purus är en insektsart som beskrevs av Marius Descamps 1976. Poecilocloeus purus ingår i släktet Poecilocloeus och familjen gräshoppor. Inga underarter finns listade i Catalogue of Life.